# August Becker (konstnär)

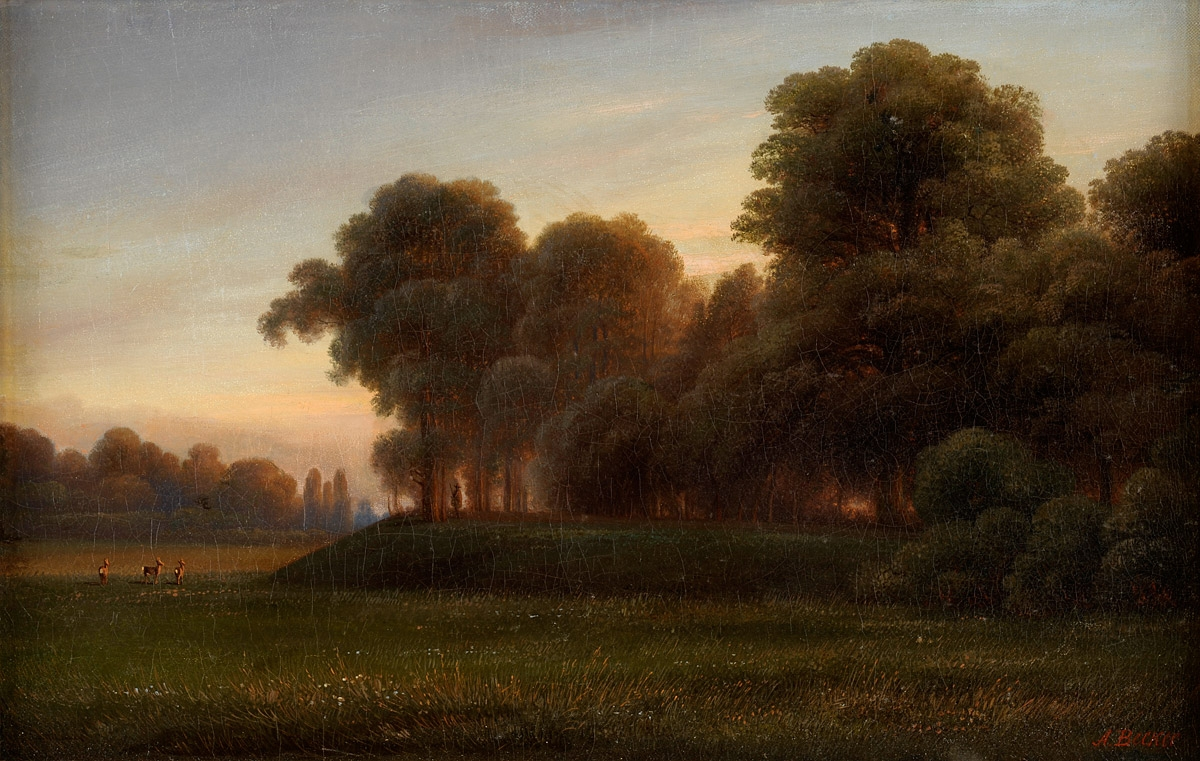
August Becker, Hjort i en clearing, Okänd plats.

August Becker, född den 27 december 1821 i Darmstadt, död den 19 januari 1887 i Düsseldorf, var en tysk målare.
Becker utbildade sig i Düsseldorf, reste 1844 i Norge, därefter i Schweiz och Tyrolen samt sist i Skottland. 
Bland hans bilder från Norge kan nämnas Alpenglühen och Romsdalsfjäll i midnattssol (bägge 1846) samt Norsk högslätt (1861).